# Robert Krups (Unternehmer)
Robert Krups senior (* 15. Mai 1848 in Wald, heute Stadtteil von Solingen; † 18. August 1916 ebenda) war ein deutscher Unternehmer und Begründer der Haushaltsgerätemarke Krups.

## Biografie

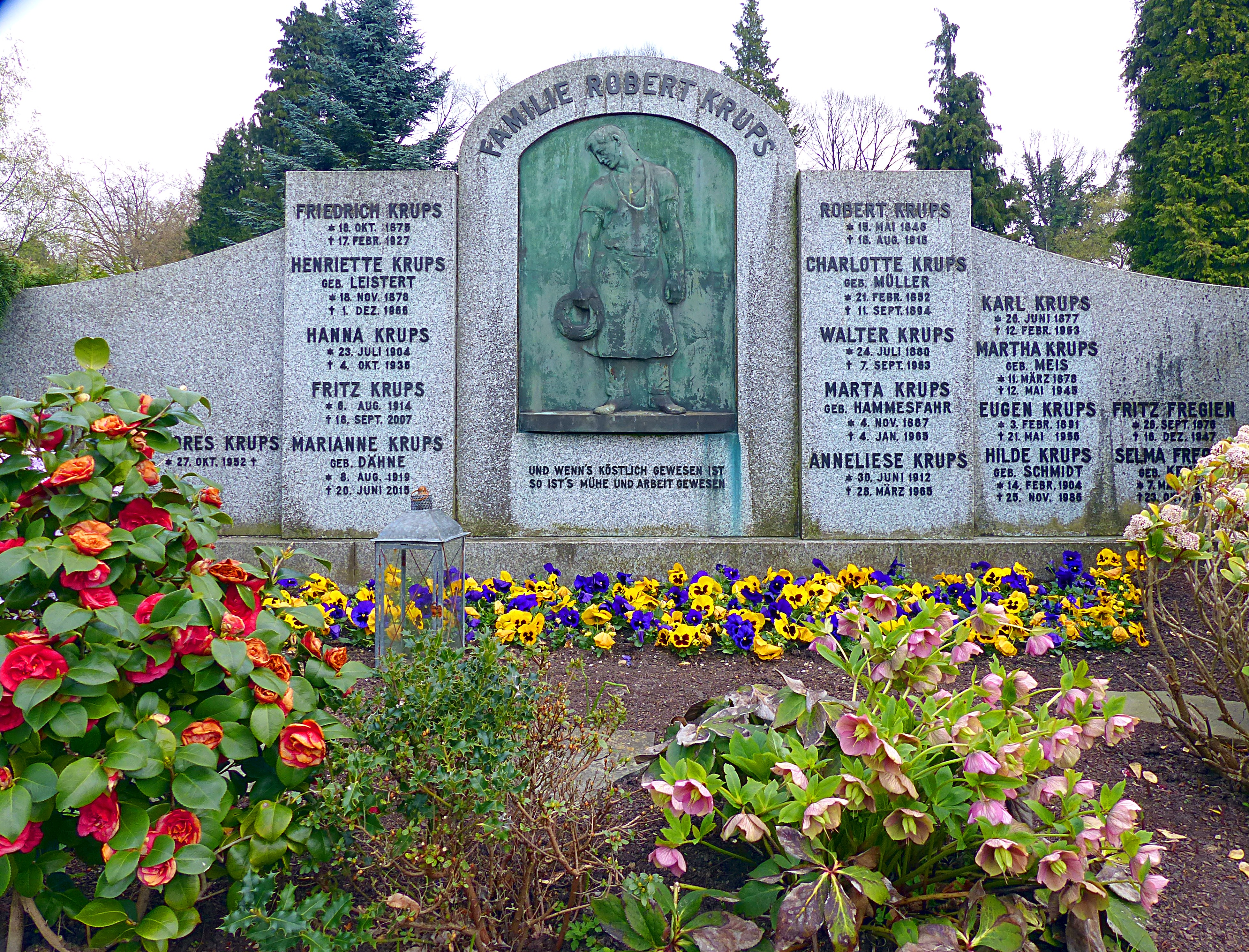
Familiengrabstätte Robert Krups

Krups' Vorfahren mütterlicherseits waren arme Eifelbauern, väterliche Krups-Ahnen verdingten sich in der Landwirtschaft im Bergischen Land. Mit seiner Ehefrau Charlotte geb. Müller (* 21. Februar 1852; † 11. September 1894) hatte er fünf Söhne und vier Töchter. Er wurde in Wald auf dem Evangelischen Friedhof Wiedenkamper Straße im Familiengrab bestattet.

## Unternehmen
Der aus Remscheid stammende Kleinschmied Josua Corts hatte 1846 in Wald bei Solingen eine bescheidene Fertigung von Rotations- und Taschenfederwaagen begonnen. Die Keimzelle der Fabrik lag in der Hofschaft Hahnenhaus (Nr. 2). 1866 übernahm sein Neffe Robert Krups die Fabrik und führte neue Maschinen ein.
1900/01 erfolgte der Umzug in das östlich an die Hofschaft angrenzende neue Werksgelände an der heutigen Heresbachstraße, damals Grenzstraße. Mit circa 100 Beschäftigten wurden hauptsächlich Küchen- und Taschenfederwaagen produziert. 1906 übernahmen vier Söhne von Robert Krups – Friedrich (1875–1927), Karl (1877–1963), Walter (1880–1963) und Eugen (1891–1966) – die Geschäftsleitung und bauten den Betrieb aus. Der fünfte Sohn Robert jun. (1887–1950) schlug die Verwaltungslaufbahn ein und wurde schließlich Bürgermeister von Neuwied. Es erfolgte die Umwandlung des Unternehmens in eine Kommanditgesellschaft. Krups-Waagen wurden bis in die Niederlande und in die Schweiz verkauft. Neben der technischen Präzision war man schon damals bestrebt, moderne Künstlerentwürfe in die Produktion einfließen zu lassen.
In der Zeit der Unternehmensübernahme durch die vier Söhne von Krups entstanden an der Heresbachstraße südlich des Werksgeländes die drei heute noch erhaltenen Villen nach Entwürfen der Ohligser Architektenfamilie Otto, Max und Karl Franz. 1905 wurde die im englischen Landhausstil gehaltene Villa Heresbachstraße 17 als Wohnhaus für Friedrich Krups erbaut, 1910/11 folgte die streng neoklassizistische Villa Heresbachstraße 7, in die zuerst Robert Krups sen. und sein Sohn Robert einzogen. Später diente das Anwesen als Domizil für Karl und Eugen Krups. 1912/1913 baute Walter Krups auf der gegenüberliegenden Straßenseite seine Villa im „neubergischen Stil“.